# Blue Swede
Blue Swede was een Zweedse rockband die gedurende de jaren zeventig succes had met singles die covers waren van materiaal van andere artiesten. De band heette oorspronkelijk "Blåblus" en had Björn Skifs als zanger. De internationale doorbraak kwam in 1974 met hun cover van Hooked on a Feeling van B.J. Thomas uit 1968. Dit nummer stond op hun gelijknamige album.
De band had een top-10 hit met Never My Love van The Association. Ook nam de band een medley op waarin de nummers I'm Alive van Tommy James and the Shondells en Hush van Joe South, bekend gemaakt door Deep Purple, werden gecombineerd.
In 2014 werd het nummer Hooked on a Feeling gebruikt in de trailer van de film Guardians of the Galaxy, wat resulteerde in een piek in de verkoop van het nummer.